# Michele Sindona
Michele Sindona (Patti, 8 maggio 1920 – Voghera, 22 marzo 1986) è stato un faccendiere, banchiere e criminale italiano.
Nel 1961 rilevò la Banca Privata Finanziaria (poi fusa nel 1974 con la Banca Unione nella Banca Privata Italiana) e sempre in quel periodo iniziò la sua concertazione con lo IOR, dopo aver conosciuto il cardinale Giovanni Battista Montini. Nel 1972 entrò in possesso del pacchetto della Franklin National Bank, ma poco tempo dopo le banche divennero insolventi, tanto da dichiararne la bancarotta fraudolenta. Fu inoltre un membro della loggia massonica P2 (tessera n. 0501) ed ebbe chiare associazioni con Cosa nostra e con la famiglia Gambino negli Stati Uniti. Fu coinvolto nell'affare Calvi, e fu riconosciuto come il mandante dell'omicidio di Giorgio Ambrosoli, venendo condannato all'ergastolo.
Alla metà degli anni settanta, aveva un patrimonio stimato in oltre mezzo miliardo di dollari dell'epoca; la sua vicenda inoltre costituisce uno dei punti oscuri della storia politico-finanziaria dell'Italia. Avvelenato da un caffè al cianuro di potassio mentre era detenuto nel supercarcere di Voghera, morì all'ospedale della cittadina dell'Oltrepò dopo due giorni di coma profondo, il 22 marzo 1986.

## Biografia

### Primi anni
Michele Sindona nacque a Patti, in provincia di Messina, nel 1920, figlio di Antonino Sindona, un fioraio, specializzato nella confezione di corone mortuarie, e di Maria Castelnuovo, una casalinga. Studiò presso i gesuiti e, per potersi mantenere agli studi, lavorò fin dall'età di 14 anni, dapprima come dattilografo, poi aiuto contabile, e infine come impiegato presso l'ufficio imposte di Messina. Nel 1942 si laureò in Giurisprudenza all'Università degli Studi di Messina, con una tesi su Il principe di Niccolò Machiavelli. A Messina, lavorò per un paio di anni in uno studio legale.

### Attività finanziaria
Dopo lo sbarco alleato in Sicilia nel 1943, Sindona entrò in contatto con ufficiali dell'AMGOT e fece fortuna con il contrabbando di generi alimentari. Nel 1946 si trasferì a Milano aprendo uno studio di consulenza tributaria e divenne consulente legale di molte associazioni che a lui facevano capo; inoltre esercitò come commercialista per società quali la Snia Viscosa, grazie all'interessamento dell'industriale Franco Marinotti, divenendo negli anni Cinquanta uno tra i commercialisti più ricercati. Si specializzò in pianificazione fiscale, acquisendo conoscenze nell'esportazione dei capitali e nel funzionamento dei paradisi fiscali. A ciò si aggiungono la sua intelligenza e la spregiudicatezza nelle operazioni di borsa rivelatesi a lui favorevoli, che gli permisero di accumulare una considerevole fortuna economica per la futura attività di banchiere.
Negli anni sessanta, Sindona importò a Piazza Affari gli strumenti di Wall Street: offerte pubbliche di acquisto (OPA), conglomerate, private equity. Divenne fiscalista e amico di Joe Adonis, legato a Lucky Luciano e alla famiglia Genovese, abitante a Milano in un attico di via Albricci dopo l'espulsione dagli Stati Uniti. Nel 1954, tramite un parente acquisito della propria cugina, monsignor Amleto Tondini (che lavorava nella Segreteria di Stato della Santa Sede), Sindona entrò tra le conoscenze del cardinale Giovanni Battista Montini, arcivescovo di Milano e futuro papa Paolo VI. Nel 1961 Sindona comprò la sua prima banca, la Banca Privata Finanziaria, proseguendo poi con la sua holding lussemburghese Fasco a ulteriori acquisizioni. Ben presto divenne socio dell'Istituto per le Opere di Religione (IOR), la banca del Vaticano allora presieduta da Massimo Spada, e di banche internazionali come la Continental Illinois Bank di Chicago e la Hambros Bank di Londra (oggi sottodivisione della francese Société générale): l'alleanza con questi tre gruppi fu sancita dal loro ingresso nel consiglio d'amministrazione della Banca Privata Finanziaria ed, insieme a loro, acquisì anche il controllo della Finabank di Ginevra. Nel 1968 acquistò da Giangiacomo Feltrinelli la quota di controllo della Banca Unione. Arrivò inoltre a possedere partecipazioni in altre aziende italiane e straniere.
Sindona iniziò a speculare su scala internazionale con le maggiori valute correnti, costituendo la società "Moneyrex S.p.A." (Euromarket Money Brokers) insieme al broker milanese Carlo Bordoni, che diverrà il suo braccio destro come amministratore delegato della Banca Unione. Con i fondi della Hambros Bank, riuscì in breve ad assumere il controllo di diverse società, come la Venchi Unica (celebre industria torinese di cioccolati) e la Compagnia Italiana Grandi Alberghi (uno dei principali gruppi italiani operanti nel settore alberghiero), mentre nel 1968 lo IOR, per volere di Paolo VI (che intendeva vendere ad altri le partecipazioni societarie detenute dalla banca per risanare le finanze vaticane), gli cedette il pacchetto azionario di maggioranza della Società Generale Immobiliare (una delle principali società italiane ed internazionali nel campo immobiliare ed edilizio), della Ceramiche Pozzi (azienda leader nella produzione di porcellane) e delle Condotte d'Acqua (operativa nel settore dell'ingegneria e delle costruzioni): tuttavia Sindona portò queste imprese sull'orlo del fallimento per poi rivenderle a qualche acquirente sprovveduto o interessato. In quel periodo diventò socio in diversi affari (come la fondazione della Cisalpine Overseas Bank a Nassau, nella Bahamas) del banchiere Roberto Calvi, che aiutò ad assumere la presidenza del Banco Ambrosiano, e dell'arcivescovo Paul Marcinkus, nuovo dirigente dello IOR conosciuto tramite David M. Kennedy, presidente della Continental Illinois Bank che nel 1969 fu nominato segretario al Tesoro nell'amministrazione Nixon.
Nel 1971, dopo aver tentato la scalata alla Italcementi di Carlo Pesenti e aver rilevato con successo la finanziaria La Centrale (che deteneva partecipazioni azionarie in molte industrie e banche italiane), le fortune di Sindona iniziarono a rovesciarsi, a seguito del fallimento dell'OPA sulla Società Italiana per le Strade Ferrate Meridionali, ridenominata nel 1972 in Bastogi Finanziaria, come era già in precedenza comunemente chiamata, cui si era opposto Enrico Cuccia, fondatore di Mediobanca e storico avversario di Sindona.
Secondo lo scrittore Nick Tosches questo fallimento mandò in frantumi il Grande Disegno che si attribuisce a Sindona e ai suoi alleati politici ed economici italiani e statunitensi, con una supposta benevolenza della Santa Sede: la nascita di un fronte compatto di finanza bianca, legato alla DC di Giulio Andreotti, di Flaminio Piccoli e in parte di Amintore Fanfani, ai quali la finanza laica tradizionale italiana era ostile, preferendo loro Mariano Rumor, Emilio Colombo e Ugo La Malfa. La cosiddetta Bastogi infatti controllava pacchetti azionari della Pesenti, della Pirelli, della Centrale e della SNIA. La Bastogi doveva essere fusa con la Centrale stessa, mentre Sindona tentava la scalata alla BNL e alla Italcementi, che a sua volta aveva il pacchetto azionario di maggioranza della stessa Bastogi, nonché il controllo della RAS e quote determinanti nel c.d.a. della Montedison di Eugenio Cefis. Se il piano fosse riuscito, Sindona avrebbe preso il posto di Cuccia, e la nuova Bastogi-Centrale quello di Mediobanca. Da questo momento in poi le vicende sindoniane sono anche conseguenza della faida politico-bancaria da lui innescata per conto terzi. Certamente questo progetto è il punto più elevato della sua strategia di finanziere.
Nel 1972, per rilanciare la sua figura dopo il fallimento dell'OPA Bastogi, entrò in possesso del pacchetto di controllo della Franklin National Bank di Long Island, nell'elenco delle prime venti banche statunitensi.
Nel 1974, Sindona venne salutato come "salvatore della lira" da Giulio Andreotti, e nominato "uomo dell'anno" dall'ambasciatore americano in Italia, John Volpe. Ma nell'aprile dello stesso anno, un crollo del mercato azionario portò al cosiddetto "crack Sindona" con il fallimento della Banca Privata Italiana. Anche i profitti della Franklin Bank crollarono del 98% rispetto all'anno precedente e Sindona accusò un calo di 40 milioni di dollari, iniziando a perdere la maggior parte delle banche acquisite nei 17 anni precedenti. L'8 ottobre 1974 la Franklin National Bank venne dichiarata insolvente per frode e cattiva gestione, a causa delle speculazioni in valuta straniera e a una pessima politica di gestione dei prestiti.

### Corruzione e bancarotta fraudolenta
Sindona passò dall'essere un mago della finanza internazionale a essere uno dei più grandi e potenti criminali. L'insuccesso dell'OPA sulla Bastogi nel 1971 determinò una perdita irreparabile, che fu una delle cause scatenanti del crack della Banca Privata Italiana: Sindona aveva comprato le azioni della Bastogi a caro prezzo e, dopo il fallito assalto, le aveva dovute rivendere con uno sconto del 40%, determinando una crisi di liquidità delle sue banche. Per recuperare le perdite, aveva cercato di varare l'aumento di capitale della società finanziaria "Finambro" (da lui appositamente rilevata) attraverso il complesso sistema dei "depositi fiduciari" (precursore delle moderne operazioni bancarie back to back), che però fu bloccato dal ministro del Tesoro dell'epoca, Ugo La Malfa e dal governatore della Banca d'Italia, Guido Carli, perché considerata un'operazione poco trasparente.
Già nel 1971 la Banca d'Italia aveva inviato gli ispettori per investigare sugli ingenti scoperti degli istituti di credito gestiti da Sindona (Banca Unione e Banca Privata Finanziaria) ed emersero irregolarità tali da proporre il commissariamento delle banche, proposta però ignorata dal governo dell'epoca: la scelta dell'allora ministro del Tesoro, Emilio Colombo, era finalizzata a non provocare il panico nei correntisti defraudati dal banchiere. Dalle investigazioni degli ispettori della Banca d'Italia emersero contabilità in "nero" di rilevante importo, in aperta violazione delle leggi amministrative e contabili: si rilevò che numerosi enti di diritto pubblico o con funzione pubblica quali l'INPDAI, I'INA, l'INPS, l'INAIL, la Finmeccanica, l'Italcasse di Giuseppe Arcaini, la GESCAL di Franco Briatico, l'Ente Minerario Siciliano di Graziano Verzotto e molti altri affidavano i loro depositi alle banche di Sindona; dai tassi d'interesse in "nero" applicati a tali depositi scaturivano tangenti e provvigioni per corrompere amministratori e uomini politici.
Nel 1974, nel tentativo di salvare le banche dal crack, il Banco di Roma, su interessamento di Andreotti e Fanfani, accordò un prestito di 100 milioni di dollari a Sindona, che contraccambiò versando due miliardi di lire alla Democrazia Cristiana in occasione della campagna elettorale per il referendum sul divorzio; inoltre Mario Barone (uomo di fiducia della DC e di Sindona), fu cooptato come terzo amministratore delegato del Banco di Roma, con il progetto di rilevare la Banca Privata Italiana (nata dalla fusione delle due banche sindoniane per scongiurare la crisi). L'acquisizione da parte del Banco di Roma fu però bloccata dall'IRI (che era il suo azionista di maggioranza), nella persona del suo presidente Giuseppe Petrilli.
Nell'ottobre dello stesso anno, il Tribunale civile di Milano dichiarò lo stato di insolvenza della Banca Privata Italiana (si stimò un "buco" di 258 miliardi di lire dell'epoca) e la magistratura milanese avanzò formale richiesta di estradizione nei confronti di Sindona per il reato di bancarotta fraudolenta ma gli Stati Uniti non vi diedero corso immediato e per vari anni l'immagine del latitante in libertà (viveva in un appartamento all'Hotel Pierre sulla Quinta Strada a New York) dimostrò l'impotenza della giustizia italiana. Nello stesso periodo, anche la Giustizia americana avviò un analogo procedimento giudiziario a carico di Sindona, del suo braccio destro Carlo Bordoni e di altri suoi collaboratori per il fallimento della Franklin Bank e l'indagine vide dunque coinvolta anche l'FBI. Contestualmente al crack delle banche, emerse anche l'esistenza di una "lista dei cinquecento" (sempre negata da Sindona), che conteneva i nomi di 500 soggetti di nazionalità italiana (rimasti sconosciuti) che avevano esportato illegalmente capitali all'estero servendosi di depositi fiduciari presso la Finabank di Ginevra e che erano stati illegalmente rimborsati prima che fosse dichiarato lo stato d'insolvenza.
Tutto ciò indusse la Banca d'Italia a nominare un commissario liquidatore della Banca Privata Italiana. Per il compito, il Governatore Carli scelse l'avvocato Giorgio Ambrosoli, che assunse la direzione della banca di Sindona e si trovò ad esaminare tutta la trama delle articolatissime operazioni che il finanziere siciliano aveva intessuto, cominciando dalla società "Fasco", l'interfaccia fra le attività palesi e quelle occulte del gruppo. Dall'analisi della documentazione acquisita dalla Banca d'Italia, Ambrosoli scoprì che il crack delle banche sindoniane era stato causato dal mancato rientro dei "depositi fiduciari", meccanismo in aperta violazione della legislazione bancaria italiana: le banche trasferivano i loro fondi in deposito presso consociate estere (soprattutto la Finabank di Ginevra e la Amicor Bank di Zurigo) che poi a loro volta li utilizzavano sottobanco per finanziare le altre società del gruppo Sindona, i quali li sperperavano in spericolate speculazioni finanziarie; nei bilanci delle banche sindoniane questi depositi figuravano dunque come liquidità in attivo ma in realtà non erano più disponibili.
Durante questa opera di controllo, Ambrosoli cominciò a essere oggetto di pressioni e di tentativi di corruzione. Queste miravano sostanzialmente a ottenere l'approvazione di documenti comprovanti la buona fede di Sindona e dei suoi piani di salvataggio della banca, i quali prevedevano che lo Stato Italiano, per mezzo della Banca d'Italia, avrebbe dovuto sanare gli ingenti scoperti dell'istituto di credito con denaro pubblico e Sindona, inoltre, avrebbe evitato ogni coinvolgimento penale e civile. Nonostante queste pressioni, Ambrosoli confermò la necessità di liquidare la banca e di riconoscere la responsabilità penale del banchiere.
Nel 1978 Carlo Bordoni fu arrestato in Venezuela (dove trascorreva la latitanza) ed estradato negli Stati Uniti, dove accettò di collaborare con la giustizia, diventando il principale teste d'accusa contro Sindona nel processo per il fallimento della Franklin Bank. Bordoni confermò l'esistenza della "lista dei cinquecento" e rivelò anche alcuni nomi "eccellenti" della politica e della finanza contenuti nella lista, i quali però si affrettarono a smentire ogni coinvolgimento.
Secondo la commissione d'inchiesta del Senato degli Stati Uniti sul crack della Franklin Bank, attraverso una serie numerosissima di libretti al portatore, nel 1974 Sindona trasferì 2 miliardi di lire sulle casse della Democrazia Cristiana e parecchi milioni di lire transitarono attraverso la CIA, la Franklin Bank e il SID del generale Vito Miceli per finanziare la campagna elettorale di 21 politici italiani.

### La mafia, la loggia P2 e l'omicidio Ambrosoli
Già nel 1967 l'Interpol statunitense segnalò Sindona come implicato nel riciclaggio di denaro sporco proveniente dal traffico di stupefacenti, per via dei suoi legami con personaggi degli ambienti di Cosa nostra americana, tra cui Daniel Porco -vicepresidente delle acciaierie Crucible di Pittsburgh e membro del consiglio di amministrazione della Uranya, una delle tante aziende rivelatesi poi al centro di manovre finanziarie della Banca Privata Finanziaria a cavallo fra gli anni sessanta ed i settanta - Ernest Gengarella e Ralph Vio (i quali avevano interessi in alcuni casinò di Las Vegas), che erano suoi soci in società finanziarie e gli crearono numerose occasioni di investimento estero, presentandogli il banchiere David Kennedy (presidente della Continental Illinois e futuro segretario al Tesoro); le autorità italiane però risponderanno di non avere riscontri di attività illecite di Sindona.
Nel 1973 il giornalista Jack Begon, corrispondente a Roma per la ABC, venne misteriosamente rapito e riuscì a liberarsi: sostenne che il sequestro avvenne perché aveva ottenuto la prova che nel 1957 Sindona avrebbe partecipato ad un summit tra i capi di Cosa nostra siciliana e i boss della mafia Italo-americana tenutosi presso il Grand Hotel et des Palmes di Palermo ma si scoprì che il rapimento del giornalista era soltanto una messinscena per ottenere visibilità (anche se fu assolto da quest'accusa).
In questi anni Sindona incanalava nelle sue società finanziarie gli investimenti del mafioso americano John Gambino; attraverso Sindona e Gambino, i boss Stefano Bontate, Salvatore Inzerillo e Rosario Spatola investivano il loro denaro sporco ricavato dal traffico di eroina in società finanziarie e immobiliari estere: lo affermò nel corso del processo Andreotti, nell'udienza del 4 novembre 1996, il collaboratore di giustizia Francesco Marino Mannoia, secondo cui tutte le transazioni finanziarie che riguardavano il riciclaggio avvenivano in Florida e nell'isola di Aruba. Nella lunga intervista concessa al giornalista Nick Tosches, Sindona negò il suo ruolo di riciclatore della mafia: «Come sai le mie banche italiane erano istituti di prim'ordine con soci di prim'ordine. La Banca Privata Italiana era una banca dell'aristocrazia. La mafia invece si serve sempre di istituti e professionisti di second'ordine. (...) In Sicilia il Banco di Sicilia, a volte. A Milano una piccola banca in Piazza dei Mercanti [la Banca Rasini n.d.r.]».
Sempre nell'intervista resa a Tosches, Sindona affermò che Licio Gelli (Gran Maestro della loggia massonica P2) gli fu presentato dal generale Vito Miceli nel 1974. Secondo alcune testimonianze emerse dopo la strage di Piazza Fontana nel 1969 e durante l'indagine sull'organizzazione golpista della "Rosa dei Venti" nel 1974, il banchiere siciliano sarebbe stato il principale finanziatore di gruppi di estrema destra in funzione anticomunista ma non fu mai provato con certezza. Nel 1976, al fine di contrastare la richiesta di estradizione in Italia, furono mobilitati importanti personaggi della finanza, della politica, della magistratura e della massoneria come Carmelo Spagnuolo, Edgardo Sogno, Licio Gelli, John McCaffery, Philip Guarino, Flavio Orlandi, Francesco Bellantonio, Stefano Gullo e Anna Bonomi, i quali sottoscrissero una serie di dichiarazioni giurate (affidavit) presentate alla giustizia statunitense, cui si sosteneva che il banchiere era perseguitato dalla giustizia italiana perché anticomunista. Nel 1977 Sindona incontrò spesso Gelli per elaborare piani di salvataggio della Banca Privata Italiana; Gelli stesso interessò l'onorevole Giulio Andreotti, il quale gli riferì che "la cosa andava positivamente" ed incaricò informalmente il senatore Gaetano Stammati (affiliato alla loggia P2) e l'onorevole Franco Evangelisti di studiare il progetto di salvataggio, il quale venne però rifiutato da Mario Sarcinelli, vice direttore generale della Banca d'Italia. Inoltre Sindona chiese denaro al banchiere Roberto Calvi per rimettere in piedi le sue banche ma, fallito questo tentativo, iniziò a ricattarlo attraverso le campagne di stampa del giornalista Luigi Cavallo, che mettevano in luce le attività illegali del Banco Ambrosiano diretto da Calvi, il quale si vide costretto a sborsare la somma di 500.000 dollari per far cessare la campagna denigratoria.
Nel 1979 i principali oppositori del piano di salvataggio della Banca Privata Italiana, l'allora governatore della Banca d'Italia Paolo Baffi (subentrato a Carli) e il suo vice Sarcinelli (i quali avevano anche disposto un'ispezione al Banco Ambrosiano di Calvi) furono arrestati e costretti alle dimissioni (saranno prosciolti soltanto nel 1981 perché le accuse si riveleranno infondate). Ambrosoli invece ricevette una serie di telefonate intimidatorie anonime nelle quali il suo interlocutore veniva indicato da Ambrosoli stesso con il termine convenzionale di "picciotto" per via del suo accento siciliano; l'autore delle telefonate anonime era il massone Giacomo Vitale, cognato del boss mafioso Stefano Bontate. L'11 luglio 1979 Ambrosoli venne ucciso con quattro colpi di pistola dal malavitoso italo-americano William Joseph Aricò, che aveva ricevuto l'incarico da Sindona stesso attraverso il suo complice Robert Venetucci (un trafficante di eroina legato a Cosa nostra americana), mentre, nei pedinamenti ad Ambrosoli per preparare l'omicidio, Aricò era stato accompagnato da Giacomo Vitale, l'autore delle telefonate anonime; il delitto venne eseguito per rimuovere un ostacolo (ovvero Ambrosoli) alla realizzazione dei progetti di salvataggio della banca, e per terrorizzare il presidente di Mediobanca Enrico Cuccia, oppositore del piano di salvataggio.

### Il finto sequestro
Nell'agosto 1979, mentre era indagato dalle autorità statunitensi, Sindona scomparve improvvisamente da New York e, servendosi di un passaporto falso, raggiunse Vienna accompagnato da Anthony Caruso, un piccolo funzionario della Barclays Bank, e da Joseph Macaluso, un costruttore italoamericano (entrambi "soldati" della famiglia Gambino); Sindona, dopo una sosta ad Atene, arrivò a Brindisi e da lì in automobile a Caltanissetta, venendo raggiunto in momenti diversi da Giacomo Vitale e da altri massoni, tra cui il suo medico di fiducia Joseph Miceli Crimi (affiliato alla loggia P2), che lo accompagnarono nel resto del viaggio. Il 17 agosto arrivò a Palermo e successivamente incontrò John Gambino, giunto da New York per seguire personalmente la vicenda: Sindona venne ospitato nella villa di Rosario Spatola a Torretta, in provincia di Palermo.
Lo scopo del viaggio di Sindona era quello di simulare un sequestro ad opera di un inesistente gruppo terroristico denominato "Comitato Proletario Eversivo per una Vita Migliore", ma in realtà organizzato da John Gambino, Stefano Bontate e Salvatore Inzerillo, e doveva servire a fare arrivare velati avvisi ricattatori per portare a buon fine il salvataggio delle sue banche e quindi del denaro investito da Gambino e dagli altri mafiosi. Durante questo periodo Sindona mandò Miceli Crimi almeno due volte ad Arezzo per convincere Licio Gelli a fare pressioni ai suoi precedenti alleati politici, tra cui l'onorevole Giulio Andreotti, e in cambio gli offrì la cosiddetta "lista dei cinquecento", l'elenco di notabili che avevano esportato capitali illegalmente. I tentativi di pressione, però, fallirono. Seguirono alcuni tentativi d'intimidazione nei confronti di Enrico Cuccia, di cui si occupò John Gambino: nell'ottobre 1979 Cuccia ricevette numerose telefonate minatorie e il suo portone venne incendiato da due bombe molotov. Infine, come tentativo estremo, nella villa di Torretta Sindona si fece addirittura sparare a una gamba, sotto anestesia, da Miceli Crimi, al fine di rendere più veritiero il sequestro.

Michele Sindona e Robert Venetucci alla sbarra durante il processo per l'omicidio Ambrosoli

Inoltre Sindona aveva proposto a Stefano Bontate un piano separatista della Sicilia e l'affiliazione di alcuni mafiosi siciliani a una loggia massonica coperta, anche se la proposta non venne accolta positivamente da tutti i mafiosi. Il 9 ottobre 1979 fu arrestato il mafioso Vincenzo Spatola (fratello di Rosario) mentre cercava di recapitare una lettera di Sindona in cui si proclamava "prigioniero" dei terroristi e perciò fu subito chiaro agli inquirenti che il sequestro fosse soltanto una messinscena. Il 16 ottobre successivo, dopo il fallimento dei vari tentativi di ricatto, Sindona "ricomparve" in una cabina telefonica di Manhattan, in condizioni fisiche conformi a quelle di un sequestrato, e si arrese alle autorità.

### Le condanne
Nel 1980 Sindona venne condannato negli Stati Uniti per 65 accuse, tra cui frode, spergiuro, false dichiarazioni bancarie e appropriazione indebita di fondi bancari; la sua difesa era assicurata da uno dei principali avvocati americani, Ivan Fisher. Il tribunale federale di Manhattan, oltre alla pena detentiva di 25 anni di carcere per il fallimento della Franklin National Bank, multò Sindona per 207 000 $.
Mentre si trovava nelle prigioni federali statunitensi, il governo italiano presentò agli Stati Uniti domanda di estradizione perché Sindona potesse presenziare al processo per omicidio; stavolta la domanda fu accolta e il 25 settembre 1984 Sindona rientrò in Italia e fu incarcerato a Voghera. Pochi giorni dopo Il Sole 24 Ore gli dedicò una pagina intera chiedendosi: "È pensabile che Sindona, il quale vive nel terrore di ricevere prima o poi un 'caffè alla Pisciotta', si metta ora a raccontare qualche particolare inedito solo per porre in difficoltà qualcuno dei suoi più vecchi e altolocati amici? Tipo Andreotti, ad esempio. O qualche altro big della politica o di Cosa nostra. C'è da dubitarne".
Il 16 marzo 1985, nel processo per il crack della Banca Privata Italiana, Sindona venne condannato a 12 anni di prigione per il reato di bancarotta fraudolenta; il risarcimento dei danni sarebbe stato stabilito in sede civile: Sindona fu condannato a pagare subito una provvisionale di due miliardi di lire ai liquidatori della Banca e ai piccoli azionisti costituitisi parte civile.
Il 18 marzo 1986 fu condannato all'ergastolo quale mandante dell'omicidio Ambrosoli.

### Morte
Due giorni dopo la condanna all'ergastolo, Michele Sindona bevve un caffè al cianuro di potassio (probabilmente preparato da lui stesso) nel supercarcere di Voghera: morì all'ospedale di Voghera dopo due giorni di coma profondo, il 22 marzo 1986. Sindona era stato visitato in carcere da Carlo Rocchi (agente della CIA) che lo aveva rassicurato dell'aiuto degli americani per le sue vicende. La sua morte è stata archiviata come suicidio poiché il cianuro di potassio ha un odore particolarmente penetrante e quindi ne risulta difficile l'assunzione involontaria; il comportamento e i movimenti di Sindona stesso lo confermavano, facendo pensare a un tentativo di auto-avvelenamento per essere estradato negli Stati Uniti, con i quali l'Italia aveva un accordo sulla custodia di Sindona legato alla sua sicurezza e incolumità. Quindi un tentativo di avvelenamento lo avrebbe riportato al sicuro negli Stati Uniti.
Sindona fece di tutto per ottenere l'estradizione negli Stati Uniti e l'avvelenamento, secondo l'ipotesi più accreditata, fu l'ennesimo tentativo. Quella mattina andò a zuccherare il caffè in bagno e quando ricomparve davanti agli agenti della polizia penitenziaria gridò: «Mi hanno avvelenato!». Resta comunque plausibile l'ipotesi che la persona, fino a oggi ignota, che gli fornì il veleno, lo avesse manipolato in modo che lo portasse alla morte e non, come previsto, a un semplice malore, magari in accordo con chi lo avrebbe voluto togliere di mezzo.
Ha lasciato la moglie Caterina, due figli e una figlia.
Il giornalista e docente universitario Sergio Turone ipotizza che fosse stato Andreotti a far pervenire la bustina di zucchero contenente il cianuro fatale a Sindona, facendo credere a quest'ultimo che il caffè avvelenato gli avrebbe causato solo un malore. Secondo Turone, il movente del presunto omicidio sarebbe stato il timore che Sindona rivelasse durante il processo d'appello segreti riguardanti i rapporti tra politici italiani, Cosa nostra, e la P2: «... fino alla sentenza del 18 marzo 1986 Sindona [aveva] sperato che il suo potente protettore [Andreotti] trovasse la via per salvarlo dall'ergastolo. Nel processo d'appello, non avendo più nulla da perdere, avrebbe detto cose che finora aveva taciuto».
Va tuttavia sottolineato che tale ipotesi non è stata suffragata da alcuna prova concreta che coinvolga in alcun modo Andreotti nella morte di Sindona. Ancora nel 2010, Giulio Andreotti riportava un giudizio positivo su Sindona: «Io cercavo di vedere con obiettività. Non sono mai stato sindoniano, non ho mai creduto che fosse il diavolo in persona. Il fatto che si occupasse sul piano internazionale dimostrava una competenza economico finanziaria che gli dava in mano una carta che altri non avevano. Se non c'erano motivi di ostilità, non si poteva che parlarne bene».
La tomba di Michele Sindona e famiglia si trova nel cimitero monumentale di Milano, la numero 430 del Circondante di Levante.

## Filmografia

### Cinema
- Un eroe borghese, regia di Michele Placido (1995)
- I banchieri di Dio - Il caso Calvi, regia di Giuseppe Ferrara (2002)

### Televisione
- Corrado Augias, Telefono giallo: Il caffè Sindona, Rai 3 - inchiesta giornalistica (10 febbraio 1989).
- Carlo Lucarelli, Blu notte - Misteri italiani: ep. 4x01, Michele Sindona, Rai 3 - documentario (10 ottobre 2001).
- Enzo Biagi - C'era una volta: Michele Sindona, regia di Sarah Nicora – documentario (2010).
- Qualunque cosa succeda, regia di Alberto Negrin – miniserie televisiva (2014).
- L'assassinio del banchiere di Dio, (tit. or. Murder of God's Banker), regia di Tom Donahue - serie tv docudrama britannica in 4 episodi, (2022)

## Influenza culturale
- Sul numero 1158 di Topolino uscito il 5 febbraio 1978, nella storia Zio Paperone e la ricerca della felicità, il personaggio del faccendiere Miguel Simbidonas è chiaramente ispirato a Michele Sindona.[senza fonte][chi lo dice?]
- Nella miniserie TV La piovra, il personaggio di Tano Cariddi, interpretato da Remo Girone, è ispirato a Sindona.[100]
- Il cantautore italiano Caparezza cita Sindona nella prima strofa della canzone Goodbye Malinconia (tratta dall'album Il sogno eretico), utilizzando il riferimento al caffè contaminato per indicare uno Stato in cui la tragicità della situazione porta il caffè normale a sapere di caffè di Sindona.
- Nel film Il pentito del 1985, diretto da Pasquale Squitieri, il banchiere Spinola, interpretato da Max von Sydow, rappresenta Sindona.
- Il regista Francis Ford Coppola ha affermato di essersi ispirato alla vicenda della vendita della Generale Immobiliare da parte del Vaticano a Sindona per la trama del suo film Il padrino - Parte III (1990)[101].